# Harond Litim
Harond Litim (* 9. Juni 1977) ist ein französisch-algerischer Eishockeyspieler, der seit 2010 beim SCA 2000 Evry in der Division 2, der dritten französischen Spielklasse, unter Vertrag steht.  

## Karriere
Harond Litim begann seine Karriere als Eishockeyspieler beim SCA 2000 Evry, für den er von 1994 bis 2001 insgesamt sieben Jahre lang aktiv war. Nach dem Abstieg in der Saison 1994/95 erreichte der Angreifer im folgenden Jahr den direkten Wiederaufstieg mit seiner Mannschaft in die Division 2. Während seiner Zeit in Evry absolvierte er in der Saison 1999/2000 zudem ein Spiel, in dem er punkt- und straflos blieb, für Viry-Châtillon Essonne Hockey in der Ligue Magnus. Nach je einer Saison beim SO Chambéry in der Division 2 und bei HC Cergy-Pontoise in der Division 1, stand Litim von 2003 bis 2006 für den HC Neuilly-sur-Marne aus der zweiten französischen Liga auf dem Eis. 
Von 2006 bis 2009 spielte Litim für seinen Ex-Klub Viry-Châtillon, der in der Zwischenzeit in die Division 1 abgestiegen war. In der Saison 2008/09 war er in seiner Mannschaft zudem Assistenzkapitän. Die Saison 2009/10 verbrachte der algerische Nationalspieler beim Traditionsclub Français Volants in der Division 2. Seit der Saison 2010/11 steht er für dessen Ligarivalen, seinen Ex-Klub aus Evry, auf dem Eis.   

### International
Für Algerien nahm Litim im Sommer 2008 am Arab Cup of Ice Hockey teil. Mit elf Scorerpunkten, darunter vier Tore in fünf Spielen, wurde er zum wertvollsten Spieler des Turniers gewählt.

## Erfolge und Auszeichnungen
- 1996 Aufstieg in die Division 2 mit SCA 2000 Evry
- 2008 Wertvollster Spieler beim Arab Cup of Ice Hockey